# Furnarius longirostris
Espèce
Furnarius longirostris (ou Furnarius leucopus longirostris selon les classifications), le Fournier  des Caraïbes, est une espèce de passereaux de la famille des Furnariidae.

## Répartition
Cette espèce vit au nord du Venezuela et sur la façade atlantique de la Colombie.